# Helga Thieroff
Helga Thieroff (* 2. Februar 1952) ist eine deutsche Psychologin und Leiterin des Kinder-College Koblenz (bis 2019 Neuwied).

## Leben
Thieroff studierte Pädagogik an der Pädagogischen Hochschule Bayreuth, anschließend Psychologie und Allgemeine Sprachwissenschaft an der Technischen Universität Berlin, wo sie zunächst als Tutorin und Lehrkraft für besondere Aufgaben beschäftigt war. 1989 gründete sie ein erstes Vorschulprojekt für hochbegabte Kinder in Berlin. Aus diesem Projekt entstand später der erste „Kinderclub“ für hochbegabte Vorschulkinder. Seit dem Umzug nach Rheinland-Pfalz betreibt Thieroff eine psychologische und pädagogische Fachpraxis für begabte Kinder; 2000 gründete sie das Kinder-College in Neuwied (Begabtenzentrum Rheinland-Pfalz), das sie seitdem leitet.

### Kinder-College Koblenz (vorm. Neuwied)
Das Kinder-College in Koblenz (bis 2019 Neuwied) ist eine außerschulische Fördereinrichtung für begabte Kinder. In Wochenendkursen erhalten Kinder ergänzend zu Schule und Kindergarten intellektuelle und emotionale Angebote. Derzeit (2021) bietet das Kinder-College rund 90 Kurse mit ca. 40 Mitarbeitern an, die pro Halbjahr von etwa 800 Kursteilnehmern im Alter von drei bis 16 Jahren 14-täglich (immer samstags) belegt werden.
Zu den Schwerpunkten der Arbeit gehört die Frühförderung begabter Kindergartenkinder und junger Schulkinder mit Lernangeboten aus den Bereichen Sprache, Naturwissenschaft, Mathematik, Buchstaben und Zahlen, Englisch, Basteln und Werken, Theater, Kunst, Kochen, Elektrotechnik und Biologie. Schulkindern bis zum Alter von 16 Jahren steht im College ein Angebot an verschiedenen Kursen zur Verfügung, die das mathematisch-naturwissenschaftliche, (fremd-)sprachliche, geistes- und sozialwissenschaftliche Spektrum abdecken. Das Kinder-College finanziert sich – neben der Förderung durch das Land Rheinland-Pfalz und Spenden – im Wesentlichen über Elternbeiträge für die Förderkurse. Für begabte Kinder aus sozial schwachen Familien werden Stipendien angeboten. 2011 wurde das Kinder-College Neuwied als „Ausgewählter Ort 2011“ Preisträger im Wettbewerb „365 Orte im Land der Ideen“, der von der Standortinitiative „Deutschland – Land der Ideen“ in Kooperation mit der Deutschen Bank durchgeführt wird.

## Auszeichnungen
2011 erhielt sie das Verdienstkreuz am Bande der Bundesrepublik Deutschland.

## Publikationen (Auswahl)
- Helga Thieroff: Ausländer mit uns. Stadtteilarbeit in Schöneberg u. Mehr. In: Lokal 2000. Reinbek b. Hamburg, Rowohlt 1883, S. 214–221
- Helga Thieroff: Linguistische Analyse von Filmnacherzählungen deutscher und türkischer Schüler In: Deutsch lernen, 11. Jg. (1985), H. 4, S. 32–70
- Helga Thieroff & Dagmar Bergs-Winkels: Bereicherndes Programm für hochbegabte Kinder. In: Individuelle Förderung: Begabungen entfalten – Persönlichkeit entwickeln. Herausgegeben von Christian Fischer, Franz J. Mönks, Ursel Westphal. Lit Verlag 2008, ISBN 978-3-8258-1180-8
- Vom Schmerz der Hochbegabung – Mein Sohn, der anders war. Erzählt und theoretisch betrachtet. Berlin, Lit Verlag, 2016, ISBN 978-3-643-13502-5
- Die Originalität der Hochbegabten:?Ausgewählte Lebensentwürfe. Lit Verlag, 2021
- Dranbleiben! Plädoyer für Privatinitiative in der Begabtenförderung. Lit Verlag, 2024